# Teddys Verlobungsfahrt
Teddys Verlobungsfahrt ist eine deutsche Filmkomödie von 1914 innerhalb der Stummfilmreihe Teddy. Hauptdarsteller ist Paul Heidemann.

## Handlung
Teddy wechselt im Zug die Kleidung und wird dabei im Nachthemd überrascht. 

## Hintergrund
Produziert wurde der Stummfilm von Literaria Film, Die Verleihfirma war Hilare (Nr. 1723). Teddys Verlobungsfahrt wurde von der Polizei Berlin im Juni 1914 mit einem Jugendverbot belegt (Nr. 14.13). 